# Amphigomphus hansoni
Amphigomphus hansoni – gatunek ważki z rodziny gadziogłówkowatych (Gomphidae). Występuje w południowo-wschodnich i wschodnich Chinach; stwierdzony w prowincjach Jiangxi, Fujian, Zhejiang oraz na wyspie Hajnan.